# 苟延庚
苟延庚（1535年—？），字季壽，號麟洲，四川嘉定府峨眉縣人，民籍，明朝政治人物。

## 生平
四川鄉試第六名舉人。嘉靖三十二年（1553年）中式癸丑科三甲第二百六十二名進士，年方二十，尚未娶妻。通政司观政，授大理寺评事，升寺副。累官至按察司僉事。

## 家族
曾祖苟齡；祖父苟祿，衛知事；父苟勛，教授。嫡母向氏；生母伯氏。兄延嗣（生员）、弟延世、延會、延芳。